# Högsjö landskommun
Högsjö landskommun var en tidigare kommun i Västernorrlands län. Kommunkod 1952-1968 var 2213.

## Administrativ historik
Högsjö landskommun inrättades den 1 januari 1863 i Högsjö socken i Ångermanland  när 1862 års kommunalförordningar trädde i kraft. Kommunen förblev opåverkad av kommunreformen 1952.
Den 1 januari 1969 uppgick kommunen i Härnösands stad, som två år senare blev till Härnösands kommun.

### Kyrklig tillhörighet
I kyrkligt hänseende tillhörde kommunen Högsjö församling.

## Kommunvapnet
Blasonering: I fält av guld en svart korp med framsträckt fot.
Detta vapen fastställdes av Kungl. Maj:t den 28 juni 1963.

## Geografi
Högsjö landskommun omfattade den 1 januari 1952 en areal av 224,60 km², varav 210,90 km² land.

### Tätorter i kommunen 1960
| Tätort  | Folkmängd |
| ------- | --------- |
| Ramvik  | 1 095     |
| Utansjö | 511       |
| Veda    | 221       |

Tätortsgraden i kommunen var den 1 november 1960 57,8 procent.

## Politik

### Mandatfördelning i valen 1938-1966
| 2 | 19 | 2 |  |  |

| 24 |

| 3 | 18 | 2 |  |  |

| 22 |

| 4 | 17 |  | 2 |  |

| 23 |

| 2 | 17 |  | 3 | 2 |

| 21 | 4 |

| 2 | 16 | 2 | 3 | 2 |

| 23 |

| 2 | 16 |  | 4 |  |  |

| 23 |

| 2 | 16 | 5 |  |  |

| 23 |

| 3 | 14 | 7 |  |

| 22 |

### Fotnoter
1. ↑  Per Andersson: Sveriges kommunindelning 1863-1993, Draking, Mjölby 1993, ISBN 91-87784-05-X, s. 90
2. ↑  Svenska Heraldiska Föreningens vapendatabas
3. ↑   (PDF) Folkräkningen den 31 december 1950, I, Areal och folkmängd inom särskilda förvaltningsområden m.m., Tätorter. Stockholm: Statistiska centralbyrån. 1952-05-19. sid. 108. Arkiverad från originalet den 1 oktober 2014. https://www.webcitation.org/6T09ZkyrB?url=http://www.scb.se/Grupp/Hitta_statistik/Historisk_statistik/_Dokument/SOS/Folkrakningen_1950_1.pdf. Läst 9 oktober 2014 Arkiverad 29 oktober 2013 hämtat från the Wayback Machine.
4. ↑  SCB Folkräkningen 1960 del 2 Arkiverad 24 september 2015 hämtat från the Wayback Machine. sida 42 i pdf:en

- Se kartdata överlagrat på OSM (Kartdata)